# Leinig, Trg
Leinig je naselje v Občini Trg v Okraju Trg na Koroškem v Avstriji.